# Cross-fostering
Cross-fostering bzw. Fremdpflege bezeichnet auf dem Gebiet der experimentellen Verhaltensgenetik eine bestimmte Art der Aufzucht nichtverwandter Jungtiere. Hierbei werden zum Beispiel die Nachkommen zweier Mütter unmittelbar nach der Geburt vertauscht. Auch der Transfer eines Embryos von einer Gebärmutter in eine andere, der so genannte Embryotransfer, wird gelegentlich als Cross-fostering bezeichnet. Dementsprechend kann zwischen pränatalem und postnatalem Cross-fostering unterschieden werden.

## Beispiele
Werden zum Beispiel die Nachkommen einer aus dem Freiland stammenden, „wilden“ Hausmaus von einer weißen Labormaus („Farbmaus“) aufgezogen und – umgekehrt – die Nachkommen der Labormaus von einem Wildfang, können im Idealfall, u. a. mit Hilfe von Verhaltensprotokollen, angeborene Verhaltensweisen von sozial erworbenen unterschieden werden. Dies ist immer dann der Fall, wenn bestimmte Verhaltensweisen der beiden Gruppen von Testtieren deutlich voneinander abweichen. Zeigen die bei der Ziehmutter aufgewachsenen Jungtiere die Verhaltensweisen ihrer Herkunftsgruppe, ohne dass sie je mit einem Tier dieser Gruppe unmittelbaren Kontakt hatten, kann dieses Verhalten nicht erlernt, sondern es muss angeboren sein.
Umfangreiche Cross-Fostering-Experimente wurden seit den 1960er-Jahren an Schimpansen vorgenommen (vergl. Washoe (Schimpansin)). In diesen Experimenten wurden u. a. neugeborene Schimpansen in einem kontrollierten Versuchsaufbau von Menschen großgezogen, die mit den Schimpansen ausschließlich in der Gebärdensprache ASL kommunizierten. Aus der Analyse sollten Rückschlüsse auf den genetischen Anteil des „Sprach“-Lernens gezogen werden. Diese Studien kamen mehrheitlich zu dem Schluss, dass das Sprachlernen bei Schimpansen und Menschen im Wesentlichen verhaltensbedingt (und nicht genetisch determiniert) verlaufe.
Für Pferde gibt es Organisationen, die Ammenstuten vermitteln.

## Belege
1. ↑  Michael D. Breed, Janice Moore: Animal Behavior. Elsevier (Academic Press) 2012, S. 81, ISBN 978-0-12372581-3.
2. ↑  Siehe dazu zum Beispiel: Takefumi Kikusui et al.: Cross Fostering Experiments Suggest That Mice Songs Are Innate. In: PLoS ONE. 6(3): e17721, doi:10.1371/journal.pone.0017721.
Marc Haug, B. Pallaud: Effect of reciprocal cross-fostering on aggression of female mice toward lactating strangers. In: Developmental Psychobiology. Band 14, Nr. 3, 1981, S. 177–180, doi:10.1002/dev.420140305.
3. ↑  Vgl. Allen Gardner, Beatrix Gardner: A cross-fostering laboratory. In: Allen Gardner, Beatrix Gardner, Thomas Van Cantfort (Hrsg.): Teaching Sign Language to Chinpanzees. State University of New York, Albany/NY 1989, ISBN 978-0887069666.
4. ↑  Vgl. die Übersicht der Ergebnisse in: Valerie Chalcraft, Allen Gardner: Cross-fostered chimpanzees modulate signs of American Sign Language. In: Katja Liebal, Cornelia Müller, Simone Pika (Hrsg.): Gestural Communication in Nonhuman and Human Primates. John Benjamins Publishing Co, Amsterdam 2007, ISBN 978-9027222404.
5. ↑  Beispiel für eine Ammenstutenvermittlung (Memento vom 10. Januar 2019 im Internet Archive)